# Xscape (singolo)
Xscape è un brano co-scritto ed interpretato dal cantante statunitense Michael Jackson, ultima traccia dell'omonimo album postumo del 2014.

## Descrizione
Il brano è stato composto e registrato inizialmente a partire dal 1999 durante le sessioni di registrazione dell'ultimo album in studio pubblicato in vita da Michael Jackson, Invincible (2001). Composta e prodotta da Jackson stesso con la collaborazione di Rodney Jerkins e suo fratello Fred Jerkins III e con la partecipazione di LaShawn Daniels sia alla scrittura che nei cori, la canzone venne poi scartata dalla tracklist definitiva dell'album e rimase inedita. Dopo la morte di Michael Jackson, avvenuta nel 2009, è stata rielaborata nel 2013 dallo stesso Jerkins, che la rese più "moderna", per essere aggiunta alla tracklist del secondo album in studio postumo di Jackson, al quale diede anche il titolo, pubblicato nel 2014. La versione originale registrata per Invincible (e che era trapelata in rete già a partire dal 2002) venne aggiunta alla Deluxe Edition dell'album Xscape.
Il brano parla di tutte le critiche subite da Jackson nella sua carriera, con frasi come «No matter where I am, I see my face around» (non importa dove io sia, vedo la mia faccia dappertutto) e «The man with the pen that writes the lies that have no end» (l'uomo con la penna che scrive le bugie che non hanno mai fine) e di come l'artista sentisse di dover scappare da tutto questo: «I gotta get away so I can free my mind, escape is what I need» (devo andarmene così da poter liberare la mia mente, fuggire è ciò di cui ho bisogno).